# Csapó János (színművész)
Csapó János (Tóalmás, 1924. január 3. – Miskolc, 2015. november 25.) magyar színész, érdemes művész, a Miskolci Nemzeti Színház örökös tagja. Fia Csapó György, az Edda Művek volt dobosa.

## Életpályája
Budapesti családba, de egy rokonlátogatás során, Tóalmáson született meg. 1953-ban végzett a Színház- és Filmművészeti Főiskolán. Az Ifjúsági Színház után játszott a kecskeméti Katona József Színházban, a Szegedi Nemzeti Színházban és Egerben a Gárdonyi Géza Színházban. Eközben egy évadot Miskolcon töltött 1958-ban, majd 1966-ban lett a Miskolci Nemzeti Színház színművésze.
Alkata leginkább a kiszolgáltatott, törékeny kisemberek megformálására tette alkalmassá. Karakterszerepeket, epizódszerepeket játszott, de ezekben is az átgondolt, tudatos szerepformálás jellemezte és a társulat vezető színészének számított. Miskolc városától 1976-ban Déryné-gyűrűt kapott, 2006-ban pedig Miskolc díszpolgára lett. A Miskolci Nemzeti Színház örökös tagja.

## Főbb színpadi szerepei
- Orgon (Molière Tartuffe)
- Tiszteletes (G. B. Shaw: Warrenné mestersége)
- Peacock (Bertolt Brecht: Koldusopera)
- Lőrinc barát (Shakespeare: Rómeó és Júlia)
- Ádám (William Shakespeare: Ahogy tetszik)
- Talbot (Friedrich Schiller: Stuart Mária)
- Firsz (Anton Pavlovics Csehov: Cseresznyéskert)
- Engstrand (Henrik Ibsen: Kísértetek)
- Varga (Federico García Lorca: A csodálatos Vargáné)
- Miska (Kálmán Imre: Csárdáskirálynő)
- Tiborc (Katona József: Bánk bán)
- Percsikin (Gorkij: Kispolgárok)
- Puzsér (Molnár Ferenc: Doktor úr)
- Főúr (Bródy Sándor: A tanítónő)
- Candy (John Steinbeck: Egerek és emberek)
- Iskolamester (Shakespeare: A makrancos hölgy)
- Fáraó (Madách Imre: Mózes)
- Matterson (Ken Kesey: Kakukkfészek)
- Harrison (Jacobi Viktor: Leányvásár)
- Kalmár (Vörösmarty Mihály: Csongor és Tünde)
- Kányai (Szigligeti Ede: Liliomfi)
- Davies (Harold Pinter: A gondnok)
- Csendes Imre (Dobozy Imre: Szélvihar)

## Filmjei
| - Sziget a szárazföldön (1969) - Virágvasárnap (1969) - Jelbeszéd (1974) - A kenguru (1976) – Zsozsó apja - Ballagó idő (1976) – Öreg Pétör - Talpuk alatt fütyül a szél (1976) - A kard (1976) - A kedves szomszéd (1979) – Hajdú - Valahol Magyarországon (1987) - Törvénytelen (1994) | - Karancsfalvi szökevények 1-2. (1974) - Násznép (1976) – Nagypapa - Önfelszámolás (1977) - Imre (1979) - Hosszú levél (1980) – Mari apja - Világítóhajó (1985) - A fekete kolostor (1986) – Müller - Almási, avagy a másik gyilkos (1989) – Bartócz József, TSZ-elnök - A Valencia rejtély (1995) - Kisváros (1995-1996) |

## Kitüntetései
- Érdemes művész (1981)
- Munka Érdemrend ezüst fokozata (1984)
- Miskolc díszpolgára (2006)